# Marko Anttila
Marko Anttila (* 27. května 1985, Lempäälä) je finský lední hokejista, křídelní útočník. V současnosti hraje za Kärpät Oulu. S finskou reprezentací vyhrál olympijský turnaj v Pekingu roce 2022, mistrovství světa 2019 a mistrovství světa 2022. Ze světového šampionátu 2021 má stříbro. Na MS 2019 vedl tým jako kapitán. Hrál též na MS 2013 (4. místo), MS 2018 (5. místo), MS 2023 (7. místo) a olympijských hrách v Pchjongčchangu roku 2018 (6. místo). V národním týmu odehrál 133 utkání. Finskou nejvyšší soutěž hrál krom Oulu za Ilves Tampere a Turun Palloseura. Ruskou ligu a KHL hrál za Metallurg Novokuzněck, Ariada Volžsk a Jokerit Helsinky. Tři roky strávil i ve švédské nejvyšší soutěži v dresu Örebro HK. Byl proslulý svou výškou 203 cm, byl nejvyšším finským hokejovým reprezentantem v historii. V roce 2019 byl finskými novináři zvolen finským sportovcem roku. Měl přezdívku Mörkö, což by šlo volně přeložit jako "Strašák" (zároveň jde o finský překlad jména jedné postavy z knih o muminech, která se v češtině jmenuje Morana, ve švédském originále Mårran). Dlouho byl ve finském hokeji přehlížený, do národního týmu byl prvně povolán až ve 27 letech.